# Бубник, Йозеф
Йозеф Бубник (чеш. Josef Bubník; 14 мая 1879, Теплице, Австро-Венгрия — 4 июля 1957, Прага, ЧССР) — чешский политический деятель левого толка. До 1925 года был видным членом Коммунистической партии Чехословакии и депутатом чехословацкого парламента.

## Биография
Работал в одной из касс социального страхования в Праге. После парламентских выборов 1920 года получил депутатский мандат в Национальном собрании. Однако в парламенте он не заседал до 1921 года, когда произошла отставка его тогдашнего однопартийца Властимила Тусара. Он был избран от чехословацких социал-демократов, но вместе с большинством партии перешёл в новую Коммунистическую партию Чехословакии.
Был ответственным секретарём Пражского округа КПЧ, а на втором съезде партии был избран в члены контрольной комиссии. Однако внутри партии вёл независимую линию. В этом он мог опереться на ряд левых активистов Социалистического объединения, перешедших в компартию в 1923 году (например, Йозеф Теска). Весной 1924 года, после закончившейся расстрелом рабочих февральской демонстрации на Вацлавской площади, он перешел во внутрипартийную оппозицию.
Этот скандал, сопровождавшийся расколом в компартии, получил название «bubnikiáda»: часть партии, шедшая за Бубником, отказалась от более тесных связей своей политики с директивами Коминтерна, в чём её сначала поддерживали многочисленные партийные организации и центристские коммунисты (Богумир Шмераль или Антонин Запотоцкий), но в итоге Бубник оказался в изоляции.
За попытку создать внутри коммунистической партии свою организацию был исключён из рядов КПЧ в феврале 1925 года как поддерживающий действия, ведущие к распаду Коммунистической партии. Вместе с ним ушли еще семь депутатов, образовав Клуб независимых коммунистических депутатов (Klub nezávislých komunistických poslanců), а затем и Независимую коммунистическую партию в ЧСР (Neodvislá strana komunistická v ČSR). Она издавала газету «Глас правды», а также имела поддержку главреда газеты «Ровность».
Участвуя в парламентских выборах 1925 года, партия провела громкую избирательную кампанию, но набрала всего 7,8 тысяч голосов и не попала в парламент. После этого поражения большинство её членов, в том числе и Бубник, ушли в социал-демократическую партию, где составляли марксистское антисталинистское крыло на левом фланге. Сам он отошёл от политической деятельности.